# Турун Фабра
Туру́н Фа́бра (лат. Carabus fabricii Duftschmid, 1812) — реліктовий вид турунів льодовикового періоду з диз'юнктивним ареалом, поширений на території Карпат та Східних Альп. Вздовж усього ареалу утворює низку форм, рас та підвидів, які дивергували в силу ізоляції цілих груп та окремих популяцій. Занесений до Червоної книги Польщі, у нове видання Червоної книги України вид не увійшов, попри наявні пропозиції.

## Підвиди
- Турун Фабра (номінатив) (Carabus fabricii fabricii Duftschmid, 1812) — Східні Альпи, Татри;
- Турун Фабра коральпійський (Carabus fabricii koralpicus Sokolar, 1910) — Коральпи;
- Турун Фабра малахітовий (Carabus fabricii malachiticus C.G. Thomson, 1875) — Родна, Чорногора, Гуцульські Альпи;
- Турун Фабра український (Carabus fabricii ucrainicus Lazorko, 1951) — Ґорґани[2][3].